# Coccoloba boxii
Coccoloba boxii är en slideväxtart som först beskrevs av Noel Yvri Sandwith, och fick sitt nu gällande namn av Howard. Coccoloba boxii ingår i släktet Coccoloba och familjen slideväxter. Inga underarter finns listade i Catalogue of Life.